# The Prisoner of Zenda (pel·lícula de 1937)
 The Prisoner of Zenda és una pel·lícula estatunidenca d'aventures dirigida per John Cromwell el 1937 a partir de la novel·la del mateix nom d'Anthony Hope. Entre les nombroses adaptacions d'aquesta novel·la, aquesta versió és generalment considerada com la millor. La pel·lícula ha rebut dos nominacions als Oscars i ha estat seleccionada per la biblioteca del Congrés per ser conservat al National Film Registry el 1991.

## Argument[1]
Rudolf Rassendyll, un turista anglès, arriba a Strelsau, capital d'un país imaginari d'Europa central, Ruritània. Intrigat per les reaccions de la població envers ell, troba la resposta quan el coronel Zapt i el capità Fritz von Tarlenheim el condueixen davant Rudolf V, que ha de ser coronat rei l'endemà i es mostra ser el seu perfecte sòsia, així com un cosí llunyà. Passen la vesprada bevent però l'endemà, el futur sobirà no pot ser despertat: ha begut un vi drogat enviat pel seu germanastre, el duc Michael, que pensa així accedir al tron en el seu lloc.
Zapt i Tarlenheim persuadeixen un Rassendyll reticent d'interpretar el paper de sobirà a la coronació. Rassendyll hi coneix la princesa Flavia, promesa de Rudolf V, i tots dos s'enamoren ràpidament. Però el duc Michael sospita alguna cosa i envia la seva "ànima condemnada", Rupert von Hentzau, per descobrir el que passa. Hentzau troba el sobirà inanimat i l'agafa, fent-lo Michael tancar al castell de Zenda. Rassendyll es veu doncs obligat a continuar interpretant el seu paper mentre Zapt intenta localitzar Rudolf. Una ajuda inesperada els ve d'Antoinette de Mauban, l'amant de Michael, ja que aquesta descobreix que el duc s'ha de casar amb Flavia per reivindicar el tron i, per gelosia, revela on és retingut Rudolf.
Arriscant el rei a ser mort al menor signe d'assalt, Rassendyll es presenta voluntari per infiltrar-se en el castell per tal d'obrir el pont llevadís a Zapt i les seves tropes i de protegir Rudolf. Però, mentre aquest pla és en curs d'execució, el duc Michael descobreix von Hentzau intentant seduir Antoinette. Hentzau mata llavors Michael i, en la seva tristesa, Antoinette l'adverteix del que es trama. Rassendyll i Hentzau es lliuren llavors a un duel a d'espases prolongat al final del qual Rassendyll aconsegueix obrir el pont llevadís. Hentzau llavors fuig. Rudolf retorna al seu tron i Rassendyll intenta persuadir Flavia de seguir-lo a Anglaterra. Però el sentit del deure de Flavia és massa gran i s'han d'acomiadar.

## Repartiment
- Ronald Colman: Rudolf Rassendyll / Rudolf V
- Madeleine Carroll: Príncesa Flavia
- Douglas Fairbanks Jr.: Rupert von Hentzau
- Raymond Massey: Duc Michael
- Charles Aubrey Smith: Coronel Zapt
- David Niven: Fritz von Tarlenheim
- Mary Astor: Antoinette de Mauban
- Montagu Love: Detchard
- Philip Sleeman: Albert von Lauengram
- Eleanor Wesselhoelt: Frau Holf
- Torben Meyer: Max
- Wilhelm von Brincken: Krafstein

Actors que no surten als crèdits :
- Lawrence Grant: Strakencz
- Charles Halton: El controlador dels passaports
- Al Shean: El director d'orquestra

## Producció
El productor David O. Selznick, que acaba de crear la seva pròpia companyia, compra els drets d'adaptació i de les versions del guió per 100.000 dòlars a la Metro-Goldwyn-Mayer, esperant que la recent abdicació d'Eduard VIII del Regne Unit atraurà l'atenció sobre una pel·lícula que parla de rei i de la coronació. Charles Aubrey Smith, que interpreta el paper del coronel Zapt, ha interpretat el de Rassendyll quan l'obra teatral es va estrenar per primera vegada el 1896. Douglas Fairbanks Jr. fa una prova al principi pel paper principal però es va proposar el de Rupert von Hentzau. Inquiet amb la idea d'haver d'interpretar un dolent, demana consell a Aubrey Smith que li respon: 
| « | He interpretat tots els papers de l'obra, a part del de Flavia, i puc afirmar que ningú mai no ha perjudicat la seva carrera interpretant Rupert von Hentzau | » |

. Raymond Massey, contractat pel personatge del duc Michael, busca igualment consell a la vora d'Aubrey Smith però aquesta li confessa que mai no ha trobat una manera satisfactòria d'interpretar el personatge.
El rodatge de la pel·lícula, que té lloc a Hollywood, és considerat com difícil. El realitzador John Cromwell es mostra descontent amb el repartiment masculí, sospitant Ronald Colman de no conèixer el seu text i preocupat per les freqüents sortides nocturnes de Fairbanks Jr. i David Niven. Cromwell deixa fins i tot el rodatge durant alguns dies i George Cukor dirigeix algunes escenes al seu lloc. W. S. Van Dyke és contractat per rodar algunes escenes del combat final entre Rassendyll i von Hentzau.

## Acollida
A l'estrena, la pel·lícula és un èxit tant amb el gran públic com amb les critiques. El 1938, és nominat a l'Oscar a la millor banda sonora i al de la millor direcció artística.
Entre les nombroses adaptacions de què ha estat objecte la novel·la, la versió de 1937 és generalment considerada com la millor. La versió de 1952, amb Stewart Granger en el paper principal, és un remake quasi pla per pla de la de 1937, reutilitzant igualment en una àmplia part la mateixa música i els mateixos diàlegs.